# De dode brievenbus
De dode brievenbus is het 141ste stripverhaal van De Kiekeboes. Dit album voor de reeks van Merho werd door striptekenaar Kristof Fagard getekend, inkt door Peter Koeken. Het album verscheen op 9 december 2014.

## Verhaal
Nonkel Vital is overleden. Dit ondanks nu alles zo goed leek te gaan: gids in het brouwerijmuseum, een actief sociaal leven en een nieuwe grote Liefde. Wanneer Kiekeboe die grote liefde ziet rondsluipen aan het huis van Nonkel Vital, vermoedt hij dat er meer aan de hand is.

## Trivia
- Maggie De Block duikt in dit verhaal op als geheim agente Mia Maer, alias DubbelM.